# Kolonia robotnicza huty „Ferrum”
Kolonia robotnicza huty „Ferrum” (lub kolonia Ferrum) – dawna kolonia robotnicza w Katowicach, na terenie dzielnicy Zawodzie, we wschodniej części dzielnicy, po północnej pierzei ulicy 1 Maja, wpisana w klin pomiędzy ulicą K. Marcinkowskiego a dawną bocznicą kolejową.
Na kolonię huty „Ferrum” składał się niewielki zespół kamienic osiedla robotniczego wraz z budyniem socjalnym kolonii (ul. K. Marcinkowskiego 13-13a) oraz towarzyszącą nimi zielenią z okazami starodrzewu.
Kolonia została wzniesiona w latach 1900–1901 dla pracowników huty „Ferrum”. Powstało wówczas 31 budynków zaprojektowanych przez Jakuba Weissenberga, a oprócz domów mieszkalnych kolonia była wyposażona w piekarnię, pralnię, kotłownię, domy sypialne i tzw. „Dom Wypoczęcia”. Budynek ten został oddany do użytku w 1901 roku w stylu historyzmu. Powstał on jako miejsce spędzenia wolnego czasu dla mieszkańców kolonii huty „Ferrum”, pracowników tego zakładu oraz innych mieszkańców gminy Bogucice. W 1945 roku w budynku domu socjalnego kolonii powstała świetlica zakładowa huty „Ferrum” oraz świetlica dziecięca. W 1968 roku świetlicę przekształcono w Klub Fabryczny, a w 1971 roku przemianowano go na Zakładowy Dom Kultury Huty „Ferrum”.
Zabudowa mieszkalna kolonii została wyburzona w latach 90. XX wieku, a pozostałością dawnej kolonii został kompleks budynków przy ulicy K. Marcinkowskiego 13-13a, które wpisany jest do gminnej ewidencji zabytków miasta Katowice. Na obszarze po dawnej kolonii huty „Ferrum” zostało wzniesione nowe osiedle mieszkaniowe – Bulwary Rawy. 
Według stanu z marca 2023 roku, przy ulicy K. Marcinkowskiego 13 funkcjonuje Oddział Żłobka Miejskiego, zaś sąsiedni budynek przy ulicy K. Marcinkowskiego 13a jest siedzibą Działu Zawodzie Miejskiego Domu Kultury „Bogucice-Zawodzie” w Katowicach.